# Jakob Bänziger-Zürcher
Jakob Bänziger-Zürcher (* 11. Januar 1775 in Wolfhalden; † 3. August 1842 in Wolfhalden; heimatberechtigt ebenda) war ein Schweizer Fabrikant und Politiker aus dem Kanton Appenzell Ausserrhoden.

## Leben
Jakob Bänziger-Zürcher war ein Sohn von Johannes Bänziger, einem Web- und Stickereifabrikanten sowie Gemeindehauptmann, und der Dorothea Bänziger geborene Herzog. 1801 heiratete er Ursula Zürcher, eine Tochter von Michael Zürcher, Kornhändler und Ratsherr.
Der wohl als Web- und Stickereifabrikant tätige Jakob Bänziger war in Wolfhalden von 1795 bis 1798 Ratsherr und später, von 1803 bis 1814, Gemeindehauptmann. Auf kantonaler Ebene fungierte er zwischen 1798 und 1800 als Distriktsrichter. Von 1800 bis 1801 war Jakob Bänziger Unterstatthalter des Distrikts Wald im Kanton Säntis. Anschliessend, ab 1801, wirkte er als Deputierter an der Kantonstagsatzung. Von 1814 bis 1816 war Bänziger-Zürcher als Mitglied der Regierung von Appenzell Ausserrhoden Landesfähnrich und Salzfaktor. Von 1816 bis 1820 folgte dann der Titel des Landeshauptmanns (Abwahl aufgrund seiner Mitgliedschaft in der Kommission zur Revision des Landbuchs). 1836 und 1837 war er Präsident des Kleinen Rats und Mitglied der Kommission zur Revision des Landbuchs. Jakob Bänziger-Zürcher war zudem Verfasser verloren gegangener historischer Aufzeichnungen.